# Voces (serie de TV)
Voces es una serie de televisión argentina correspondiente al género documental histórico, con la actuación de Juan Leyrado y dirección de Luciano Leyrado, sobre un guion de Enrique Papatino. Bajo la producción de Trébol / Casanova se emitió por la pantalla de Encuentro durante el año 2007 y en Canal 7 durante los años 2008 y 2009. Constituyó una de las primeras producciones originales en ser emitidas por el Canal Encuentro, luego de su apertura en 2007.

## Asunto
Con la pauta troncal de ofrecer un homenaje al lector, la serie se basa en tres libros importantes que hacen referencia a acontecimientos de la historia argentina y latinoamericana, como son Memoria del fuego de Eduardo Galeano, Los vengadores de la Patagonia trágica de Osvaldo Bayer, y Seamos libres y lo demás no importa nada (biografía de José de San Martín) de Norberto Galasso.

## Formato
Dividida en tres partes de cuatro capítulos, cada una de las partes desbroza cada uno de los tres libros, hallando referencias muy poco académicas, lo que hace oscilar la forma entre el documental ortodoxo y el cine experimental. El personaje encarado por Leyrado es un lector que transforma su entorno cotidiano en aquellas cosas que lee. al par que ofrece una síntesis de las nociones principales del libro.
La serie cuenta además con la participación en cámara de los tres escritores, Galeano, Bayer y Galasso quienes, entrevistados por Papatino ofrecen algunas conclusiones de la redacción de esos trabajos, como así también del hecho de escribir sobre la historia.

## Rodaje
Voces fue rodada en las ciudades de Montevideo, Mendoza, y Mar del Plata